# Калијано (Асти)
Калијано (итал. Calliano) је насеље у Италији у округу Асти, региону Пијемонт.
Према процени из 2011. у насељу је живело 825 становника. Насеље се налази на надморској висини од 263 м.

## Становништво
| 1936. | 1951. | 1961. | 1971. | 1981. | 1991. | 2001. | 2011. |
| ----- | ----- | ----- | ----- | ----- | ----- | ----- | ----- |
| 2.426 | 2.267 | 1.998 | 1.684 | 1.571 | 1.393 | 1.406 | 1.392 |